# 烏克蘭症候群
烏克蘭症候群是指曾參與俄烏戰爭的士兵可能會出現的症候群。

## 背景
2022年2月，俄羅斯全面入侵烏克蘭，這場衝突屬於高強度戰爭，是自南斯拉夫戰爭結束以來，歐洲最大規模的戰爭，更廣泛地說，自第二次世界大戰結束以來，歐洲最大規模的戰爭。
此外，俄羅斯武裝部隊和烏克蘭武裝部隊均被指控犯下戰爭罪和危害人類罪。
從2022年下半年起，瓦格納集團等為俄羅斯軍隊服務的僱傭兵組織開始從俄羅斯監獄招募志願人員，以換取提早獲得自由。
大部分接受條件的囚犯屬於重刑犯，因此願意為自己的自由冒生命危險。

## 症候群
隨著部分士兵和僱傭兵開始在2023年初進行輪換，並返回俄羅斯本土，退役士兵的吸毒、強姦和謀殺案件不斷增加。有關趨勢可能因「烏克蘭症候群」所引致，俄羅斯士兵在入侵烏克蘭期間形成的一系列心理、精神或病理障礙。